# Antissemitismo no Canadá
Antissemitismo no Canadá é a manifestação de ódio, hostilidade, dano, preconceito ou discriminação contra os judeus canadenses ou Judaísmo como um grupo religioso, Grupo étnico ou Raça. Alguns dos primeiros colonizadores judeus no Canadá chegaram a Montreal na década de 1760; entre eles estava Aaron Hart, considerado o pai da Judiaria canadense. Seu filho, Ezequiel Hart, vivenciou um dos primeiros casos bem documentados de antissemitismo no Canadá. Hart foi repetidamente impedido de tomar seu assento na legislatura de Québec por conta de sua fé judaica, já que os membros alegavam que ele não poderia prestar o juramento que incluía a expressão "na verdadeira fé de um cristão".
Figuras influentes da época, como Goldwin Smith, promoveram ideias antissemitas no século XIX, descrevendo os judeus em termos pejorativos. Líderes políticos, como Henri Bourassa, argumentavam publicamente no início do século XX contra a imigração judaica. Québec testemunhou um forte movimento antijudaico, sobretudo por parte da Igreja Católica, que associava os judeus ao modernismo e ao liberalismo do final do século XIX até meados do século XX. Diversas publicações e ativistas católicos desempenharam papel importante na disseminação do sentimento anti-judeu. Um dos incidentes mais graves ocorreu em 1910, na cidade de Québec, onde um ataque violento contra lojistas judeus foi incitado por um orador antissemita.
Durante o período entreguerras, figuras como o Abade Lionel Groulx alimentaram ainda mais visões antissemitas, influenciando a elite intelectual de Québec e levando a movimentos que boicotaram negócios e empregos judeus, notadamente os Dias de Vergonha. Em todo o Canadá, o antissemitismo prosperou também nas regiões de língua inglesa, com diversas organizações promovendo tais atitudes negativas. Eventos marcantes incluíram o Motim de Christie Pits em Toronto, ocorrido em 1933, uma confrontação violenta decorrente da exibição de Suástica. Nas décadas de 1920 e 1930, os judeus ainda enfrentavam inúmeras restrições em várias áreas da vida, como emprego e habitação. Muitos foram excluídos de hospitais, universidades e setores profissionais. Durante o Holocausto nazista, o governo federal do Canadá adotou políticas restritivas contra a imigração de judeus. Apesar dos apelos desesperados dos refugiados judeus, muitos foram recusados, sendo o caso mais notório o Incidente do MS St. Louis. Práticas discriminatórias e legislação severa eram comuns, refletindo as atitudes vigentes na sociedade canadense e em âmbito internacional.
Desde o fim da Segunda Guerra Mundial, o antissemitismo no Canadá vem em declínio, em grande parte devido à aprovação da legislação de direitos humanos e à crescente aceitação da ideologia multicultural. A partir da década de 1960, barreiras legais foram removidas e os judeus passaram a ocupar cargos de destaque na sociedade canadense. Apesar do posicionamento progressista do Canadá em relação à diversidade no século XXI, o antissemitismo persiste como uma parcela pequena, mas presente, na sociedade, sendo evidenciado por crimes de ódio esporádicos e grupos extremistas. Notadamente, incidentes antijudeus aumentaram em resposta à eclosão da Guerra de Gaza e à relevância geopolítica das acusações de que Israel estaria cometendo um genocídio em Gaza.

## Século XIX
Em 11 de abril de 1807, o político judeu Ezequiel Hart foi eleito para a Assembleia Legislativa do Canadá Inferior à frente de três outros candidatos, obtendo 59 dos 116 votos. Hart recusou-se a prestar o juramento de lealdade fundamentado no Cristianismo e a legislatura o dispensou. Ele peticionou à assembleia, alegando que, embora entendesse ter respaldo legal para tomar assento por meio do juramento utilizado pelos judeus nos tribunais, estava disposto a prestar os juramentos exigidos dos eleitos para a assembleia. Após algumas deliberações, em 20 de fevereiro de 1808, a assembleia decidiu, por 35 votos contra 5, que "Ezequiel Hart, Esquire, professando a religião judaica não pode tomar assento, nem sentar-se, nem votar nesta Casa." Os acontecimentos de 1807–1809 ficaram conhecidos por muitos como o Caso Hart (L'Affaire Hart em francês).
Em 16 de março de 1831, foi apresentado na Assembleia Legislativa um projeto de lei que estendia os mesmos direitos políticos aos judeus que aos cristãos. O projeto foi aprovado rapidamente tanto na Assembleia quanto no Conselho e recebeu o assentimento real em 5 de junho de 1832.

## Início do século XX
Em 1910, Jacques-Édouard Plamondon incentivou o público a atacar lojistas e estabelecimentos judeus na cidade de Québec. Os lojistas moveram ações judiciais contra Plamondon, tendo sido ressarcidos de custos mínimos quatro anos depois.

## Décadas de 1930–1940
Entre 1930 e 1939, o Canadá rejeitou quase todos os Refugiados judeus provenientes da Europa nazista, acolhendo apenas 4.000 dos 800.000 judeus que buscavam refúgio, conforme documentado no livro None Is Too Many: Canada and the Jews of Europe 1933–1948, co-escrito pelos historiadores canadenses Irving Abella e Harold Troper e publicado em 1983. O MS St. Louis partiu de Hamburgo em maio de 1939, transportando 937 refugiados judeus em busca de asilo contra a perseguição nazista. O destino era Cuba, porém, os oficiais em Havana cancelaram os vistos dos passageiros judeus. A imigração era severamente limitada tanto no Canadá quanto nos Estados Unidos devido à Grande Depressão, levando à recusa de entrada para os passageiros.
Surtos de violência contra judeus e propriedades judaicas culminaram em agosto de 1933 com os Motins de Christie Pits; seis horas de conflito violento entre jovens judeus e cristãos em Toronto, Ontário. Suásticas e lemas nazistas começaram a aparecer nas praias orientais de Toronto, e nadadores judeus foram agredidos.
Em Ontário, diversos restaurantes, lojas, clubes de golfe e resorts atendiam apenas a clientela não judaica, e placas como "Proibido para judeus" ou "Somente gentios" eram comuns em muitas praias. Muitos judeus enfrentavam discriminação no emprego ou na aquisição de casa/propriedade.
Em 1934, Adrien Arcand fundou o Partido Nacional Social Cristão em Montreal, inspirado no partido nazista. As ações de seu partido desencadearam comícios antissemitas, boicotes, propagandas e publicações, além do surgimento de diversas outras organizações de caráter nazista em todo o Canadá.
Ainda em 1934, todos os estagiários do Hospital Notre-Dame em Montreal aderiram a uma greve em protesto contra a contratação de um estagiário sênior judeu, o Dr. Samuel Rabinovitch, formado pela Universidade de Montreal. A greve, que durou quatro dias e ficou conhecida como "Dias de Vergonha", foi solucionada após alguns dias, quando o novo estagiário renunciou ao seu cargo, ao perceber que os demais se recusavam a "atender qualquer pessoa, inclusive pacientes de emergência". A administração do hospital assegurou outro posto de estágio para o Dr. Rabinovitch em St. Louis, Missouri, onde permaneceu até 1940, quando retornou a Montreal para retomar sua prática médica.
Em 1938, realizou-se em Massey Hall em Toronto uma Convenção Nacional de Fascismo.
A segregação residencial antissemitista também era comum nas décadas de 1930 e 1940, sendo realizada através de cláusulas restritivas. Tais acordos, firmados entre proprietários de imóveis, determinavam que estes não vendessem ou alugassem para membros de determinadas raças, inclusive judeus, ou eram registradas em Escrituras por incorporadores, restringindo a propriedade conforme a origem racial. Na época, essas cláusulas podiam ser exigidas judicialmente. Tal situação mudou em 1951, quando a Suprema Corte invalidou tais cláusulas na decisão do caso Noble contra Alley.
Uma Pesquisa Gallup de 1943 classificou os judeus em terceiro lugar, ficando atrás dos japoneses e dos alemães, como os imigrantes menos desejados no Canadá.
Um artigo de 1948 sobre o antissemitismo no Canadá, escrito para a revista Maclean's por Pierre Berton, ilustra esse racismo: Berton contratou duas jovens para se candidatarem às mesmas vagas – uma sob o nome Greenberg e outra sob o nome Grimes. Enquanto Grimes recebia convites para entrevistas na quase totalidade das candidaturas, as vagas para as quais Greenberg se candidatava já estavam "preenchidas" ou suas candidaturas eram ignoradas. Ao contatar diversas empresas, Berton foi informado de que "os judeus não tinham o temperamento adequado", que "não sabem o seu lugar" ou que "não contratamos judeus".
Durante sua pesquisa sobre o antissemitismo canadense, Berton enviou duas cartas diferentes para 29 resorts de verão, uma assinada por Marshall e a outra por Rosenberg. "Marshall" conseguiu reservar o dobro de vagas do que "Rosenberg". Alguns resorts sequer responderam a Rosenberg, enquanto outros informaram que estavam com as vagas totalmente preenchidas.

## 1950–2000
Programas universitários em Ontário continuaram a discriminar estudantes judeus até bem na década de 1960.
Em 1989, o professor de escola pública de Alberta, James Keegstra, foi condenado pelo Código Penal por "promoção deliberada de ódio contra um grupo identificável". Keegstra ensinava que o Holocausto era uma fraude e que os judeus tramavam dominar o mundo, reprovando alunos que não replicassem suas crenças em sala de aula ou em exames. Ele recorreu da condenação, alegando que a lei violava sua liberdade de expressão garantida pela Carta dos Direitos e Liberdades do Canadá, tendo a Suprema Corte do Canadá confirmado, no caso R v Keegstra, que tal restrição era justificada, mantendo a lei.

## 2000–presente
O antissemitismo continua sendo uma preocupação no Canadá contemporâneo. A organização sem fins lucrativos B'nai Brith Canadá monitora os incidentes e divulga anualmente um levantamento desses eventos.
Em 18 de maio de 2010, uma funcionária pública judia obteve "uma grande vitória em direitos humanos" contra o governo federal, após denunciar que seu ambiente de trabalho na sede em Ottawa da Passport Canada estava permeado de antissemitismo. A entidade responsável pelo julgamento concluiu que alguns colegas discriminavam-na devido à observância da Halakha – notadamente por saírem mais cedo todas as sextas-feiras para cumprir o Shabbat e os feriados judaicos – e que seus superiores fizeram pouco ou nada para ajudá-la. A situação evoluiu do bullying antissemitista no ambiente de trabalho para ameaças traumatizantes, quando uma mensagem anônima aos superiores a acusou de ser agente do Mossad. Duas semanas depois, outra mensagem afirmava: "O judeu suga o seu sangue. Não caia em sua armadilha. Você o fará ir depressa ou faremos com que ele vá devagar e com dor." Inicialmente, a funcionária apresentou uma queixa interna contra seu departamento em janeiro de 2007, alegando violações da Lei dos Direitos Humanos do Canadá e da cláusula antidiscriminação do acordo coletivo. A denúncia foi rejeitada pelo governo no mês seguinte. Posteriormente, ela recorreu ao Conselho Federal de Relações Trabalhistas e Empregos do Setor Público (FPSLREB), buscando indenização por danos morais e o reconhecimento de que seus direitos haviam sido violados, contando com o apoio da Associação Canadense de Empregados Profissionais (CAPE). O caso chamou a atenção da mídia nacional e internacional, incluindo veículos como o National Post, LeDroit, McLeans, USA Today, Mekor Rishon e Hamodia.
Em novembro de 2011, ocorreu um ataque antissemitista em uma escola de ensino médio no sul de Winnipeg, quando um adolescente se aproximou de uma garota de 15 anos próximo a seu armário, iniciou uma conversa e, em seguida, retirou um isqueiro, agitando-o perto de sua cabeça ao dizer "vamos queimar o judeu".
Em 12 de abril de 2012, diversas casas de verão pertencentes a judeus em Val-Morin, Québec foram invadidas e pichadas com suásticas e mensagens antissemitas.
De acordo com o "Relatório de Auditoria de Incidentes Antissemitas de 2013" elaborado pelo B'nai Brith Canadá, houve uma redução de 5,3% no número de incidentes antissemitas em 2013. Contudo, casos de vandalismo aumentaram 21,8%, enquanto a violência teve um acréscimo de um incidente, e os casos de assédio caíram 13,9%. Esses incidentes incluem pichações antissemitas, inscrições de suásticas em bairros judeus, ataques incendiários, declarações de ódio, etc. Pichação e inscrições com suásticas também foram registradas durante 2014.
Em março de 2015, a polícia de Toronto divulgou o Relatório Estatístico Anual de Crimes de Ódio/Preconceito de 2014. Segundo o relatório, a comunidade judaica foi o grupo mais visado naquele ano, representando 30% de todos os crimes de ódio em Toronto, com 52 incidentes registrados de natureza antissemitas, tornando-a a população mais atingida em termos de agressões.
Em junho de 2015, o B'nai Brith Canadá publicou o "Relatório de Auditoria de Incidentes Antissemitas de 2014". Em comparação com os resultados de 2014, houve um aumento de quase 30% nos incidentes antissemitas. A auditoria mostrou um pico de ocorrências durante julho, com o início da operação Borda Protetora em Gaza. Segundo o relatório, a maioria dos incidentes (1013) foi classificada como "assédio", enquanto os casos de "violência" foram os menos frequentes (19). Assim como em anos anteriores, Ontário concentrou o maior número de incidentes, com 961 casos – 59% do total.
| Categoria     | 2012 | 2013 | 2014 |
| ------------- | ---- | ---- | ---- |
| 1. Vandalismo | 319  | 388  | 238  |
| 2. Violência  | 13   | 14   | 19   |
| 3. Assédio    | 1013 | 872  | 1370 |
| Total         | 1345 | 1274 | 1627 |

De acordo com uma pesquisa telefônica com 510 canadenses realizada pela Liga Anti-Difamação (Anti-Defamation League) em 2013–2014, estima-se que 14% (± 4,4%) dos adultos no Canadá possuam opiniões antissemitas substanciais.
Em março de 2016, a polícia de Toronto publicou seu relatório anual de crimes de ódio de 2015. Conforme o relatório, a comunidade judaica foi o grupo mais visado, sobretudo em casos de vandalismo patrimonial. Em ocorrências envolvendo questões religiosas, a maioria das vítimas pertencia à comunidade judaica (em 31 de 58 casos). O relatório apontou que, embora os judeus representem apenas 3,8% da população religiosa de Toronto, foram vítimas em aproximadamente 23% dos crimes de ódio em 2015.
Em novembro de 2019, os dirigentes das sete universidades israelenses manifestaram indignação com a União dos Estudantes de Pós-Graduação da Universidade de Toronto, por ter confundido um programa de alimentação kosher com apoio a Israel.
Em julho de 2019, um homem judeu que usava quipá foi agredido por um taxista em Montreal.
Em 2009, R v Zundel impediu a condenação de Ernst Zündel, acusado de disseminar notícias falsas por promover o Negacionismo do Holocausto. Contudo, em 2022 o Canadá proibiu o negacionismo do Holocausto e a minimização dos crimes nazistas para combater o aumento dos níveis de antissemitismo.

### “Novo antissemitismo”
Em 2009, foi criada a Coalizão Parlamentar Canadense de Combate ao Antissemitismo por principais partidos políticos federais para investigar e combater o antissemitismo – particularmente o que é denominado Novo antissemitismo. Argumenta-se que esta forma de ódio visa Israel, sendo alimentada por acusações de "crimes de guerra" israelenses e alegações similares. Ações anti-Israel que levaram à formação da coalizão incluíram campanhas de boicote em campi universitários e em algumas igrejas, que extrapolaram para ataques a sinagogas, instituições judaicas e indivíduos. Atividades como a "Semana do Apartheid Israelense" na Universidade Concordia (Montreal), na Universidade York e na Universidade de Toronto, bem como campanhas de boicote contra Israel (BDS), foram consideradas por alguns como "formas de antissemitismo".
Na Universidade York em 2009, ativistas pró-Palestina atacaram estudantes judeus, gritando "Sionismo é sinônimo de racismo!" e "Racistas fora do campus!" Segundo um depoimento, os agressores bateram na porta e nas janelas, intimidando os estudantes judeus e proferindo insultos antissemitas como "Morre, judeu", "Sai da escola", "Volte para Israel" e "Foda-se, judeu". Os estudantes se barricaram no interior dos escritórios do Hillel, onde os manifestantes bateram nas janelas e tentaram forçar a entrada, necessitando da intervenção policial para escoltá-los.
Em 2009, pichações antissemitas foram encontradas em um memorial judaico em Ottawa, atribuídas a um grupo pró-Palestina.
Grupos judaicos de destaque no Canadá, como o Centro para Israel e Assuntos Judaicos (CIJA) e o B'nai Brith Canadá, lideraram as iniciativas de resposta, enquanto outras organizações, como a filial canadense do New Israel Fund, optaram por não atuar. Em agosto de 2012, o CIJA opôs-se à campanha de boicote e desinvestimento promovida pela Igreja Unida do Canadá, diferenciando a crítica às políticas israelenses de medidas que isolavam Israel economicamente.[14]
Em 2021, um grupo de 517 jornalistas canadenses assinou uma carta aberta às redações do país acerca da cobertura do conflito Israel-Palestina. A carta foi criticada por supostamente favorecer um viés anti-Israel e contribuir para o antissemitismo, insinuando ainda a infundada ideia de que os judeus controlam a mídia em nome de Israel.

### Durante a guerra de 7 de outubro
A guerra de 7 de outubro engloba a Guerra de Gaza e o Conflito entre Israel e o Hezbollah (2023–presente), além de confrontos entre hutis e Israel, documentados na Crise do Mar Vermelho, e trocas de fogo entre o Irã e Israel, registradas no Conflito por procuração entre Irã e Israel. Esta seção relata incidentes de antissemitismo no Canadá desde o ataque liderado pelo Hamas em 7 de outubro contra Israel.
Na manhã de 9 de novembro de 2023, duas escolas judaicas em Montreal foram alvo de disparos durante a madrugada, com buracos de bala identificados na United Talmud Torah e na Yeshivah Gedolah.
Em novembro de 2023, um estudante judeu israelense sofreu assédio em sua escola quando três colegas agrediram-no fisicamente, proferindo verbalmente ameaças como "fazer com ele o que o Hamas fez com Israel".
Em abril de 2024, um incidente ocorreu na província canadense de New Brunswick, quando uma adolescente judia israelense foi agredida por um colega, sendo derrubada e submetida a violência física. Em maio de 2024, estudantes judeus em Toronto relataram ter recebido ameaças de morte por parte de colegas.
Em 25 de maio de 2024, foram disparados seis tiros na Escola Elementar Feminina Bais Chaya Mushka, em North York, Toronto, sem registro de feridos. Uma manifestação de solidariedade ocorreu em frente à escola em 27 de maio. Em 12 de outubro de 2024, vários disparos foram efetuados contra a escola. Um adolescente de 17 anos e um homem de 20 foram presos e acusados de diversas infrações envolvendo armas de fogo em conexão com o tiroteio. Em 20 de dezembro de 2024, seis tiros foram disparados contra a escola, sem que houvesse relatos de feridos.
Em 31 de maio de 2024, um ataque incendiário foi perpetrado contra a sinagoga Schara Tzedeck em Vancouver, com fogo aplicado na porta de entrada. A polícia iniciou investigações criminais.
Em 16 de junho de 2024, a sinagoga Beth Tefila, em Ontário, foi atacada; a polícia local relatou o quebramento de uma janela.
Em julho de 2024, o deputado de Mount Royal, Anthony Housefather, que é judeu, foi rotulado como neonazista em panfletos que mostravam uma suástica editada digitalmente para substituir a Estrela de Davi na bandeira israelense. Os panfletos, afixados em Montreal, também afirmavam que ele deveria "sair da cidade". A Enviada Especial do Canadá para Preservação da Memória do Holocausto e Combate ao Antissemitismo, Deborah Lyons, declarou nas redes sociais que "o cartaz não estava apenas direcionado a Housefather, mas a todos os judeus canadenses, a maioria dos quais se identificava como sionistas". Lyons afirmou que o antissemitismo no Canadá está em alta, podendo piorar, e que medidas abrangentes devem ser adotadas para enfrentá-lo.
Também em julho de 2024, o primeiro-ministro Justin Trudeau nomeou o deputado Anthony Housefather como seu assessor para a comunidade judaica canadense e para o combate ao antissemitismo.
Em 2 de agosto de 2024, a polícia de Toronto investigava dois incidentes nos quais placas foram incendiadas, uma em frente a uma escola judaica e outra em frente a uma sinagoga.
Em agosto de 2024, mais de 100 instituições judaicas receberam uma mesma ameaça coletiva de bomba.
Em setembro de 2024, o Centro para Israel e Assuntos Judaicos (CIJA) solicitou formalmente ao governo canadense a adoção de quatro novas políticas para garantir a segurança dos judeus no país. Em outubro de 2024, o CIJA informou que 82% dos judeus canadenses se sentem menos seguros após o 7 de outubro.
No Yom Kippur, 12 de outubro, a escola feminina Bais Chaya Mushka, em Toronto, foi alvo de disparos pela segunda vez em poucos meses; a polícia suspeita que os incidentes estejam relacionados.
No dia 14 de outubro de 2024, o governo de Israel divulgou um relatório apontando que o Canadá é o país mais antissemitista do Hemisfério Ocidental.
Em 16 de dezembro de 2024, o Canadian Jewish News noticiou uma pesquisa realizada pela Associação Médica Judaica de Ontário, a qual revelou que um terço dos médicos judeus em Ontário estava considerando deixar o Canadá por causa do antissemitismo.
Yves Engler, escrevendo na Palestine Chronicle, argumenta que a mídia canadense foca excessivamente no antissemitismo em detrimento do racismo anti-palestino. Ele ainda acrescentou que os judeus são super-representados como vítimas de crimes de ódio, afirmando que "em geral, os judeus canadenses ocupam posições de riqueza e influência" e não enfrentam ameaças reais à sua segurança da mesma forma que os palestinos.

### Livros
- Bercuson, David. Canada and the Birth of Israel: A Study in Canadian Foreign Policy (University of Toronto Press, 1985). online

- Bialystok, Franklin. Delayed Impact: The Holocaust and the Canadian Jewish Community (McGill-Queen’s University Press, 2000).
- Brown, Michael. Jew or Juif? Jews, French Canadians and Anglo–Canadians, 1759–1914 (Jewish Publication Society, 1987). online
- Davies, Alan, ed. Antisemitism in Canada: History and Interpretation (Wilfrid Laurier Univ. Press, 1992) online.
- Delisle, Esther. The Traitor and the Jew: Anti–Semitism and the Delirium of Extremist Right-wing Nationalism in French Canada from 1929–1939. (Toronto: Robert Davies, 1993).
- Robinson, Ira. A History of Antisemitism in Canada (Wilfrid Laurier Univ. Press, 2015) online.
- Weinfeld, Morton. Antisemitism in Canada (University of Toronto Press, 2023) online.

### Artigos
- Abella, Irving. (1987) “Anti-Semitism in Canada in the Interwar Years.” In The Jews of North America, editado por Moses Rischin. (Wayne State University Press, 1987).
- Brym, Robert. (2024). “Jews and Israel 2024: A Survey of Canadian Attitudes and Jewish Perceptions”. Canadian Jewish Studies Études Juives Canadiennes, 37 (abril). https://doi.org/10.25071/1916-0925.40368.
- Brym, Robert, e Jack Jedwab. (2024). “Public Opinion and Canadian Jewry, 2024 (Part 1): Who Are the Supporters and Opponents of the Pro-Palestinian Encampments?”. Canadian Jewish Studies Études Juives Canadiennes, 39 (dezembro): 101–108. https://cjs.journals.yorku.ca/index.php/cjs/article/view/40403.
- Brym, Robert. (2024) "Public Opinion and Canadian Jewry, 2024 (Part 2): Jews and Israel 2024 Survey: Ten Further Insights." Canadian Jewish Studies Études Juives Canadiennes, 39, 108–117. https://cjs.journals.yorku.ca/index.php/cjs/article/view/40404
- Brym, Robert J., e Rhonda L. Lenton. (1993) “The Distribution of AntiSemitism in Canada in 1984.” In The Jews in Canada, editado por Robert J. Brym, William Shaffir e Morton Weinfeld. (Oxford University Press, 1993).
- Comartin, J. (2016). "Opening Closed Doors: Revisiting the Canadian Immigration Record (1933-1945)." Canadian Jewish Studies Études Juives Canadiennes, 24. https://doi.org/10.25071/1916-0925.39961
- Davies, Alan T. (1992), Antisemitism in Canada: history and interpretation, ISBN 0-88920-216-8, Wilfrid Laurier University Press
- D. Macfadyen, J. (2004). "“Nip the Noxious Growth in the Bud”: Ortenberg v. Plamondon and the Roots of Canadian Anti-Hate Activism." Canadian Jewish Studies Études Juives Canadiennes, 12. https://doi.org/10.25071/1916-0925.22627
- Erwin, N. (2016). "The Holocaust, Canadian Jews, and Canada’s “Good War” Against Nazism." Canadian Jewish Studies Études Juives Canadiennes, 24. https://doi.org/10.25071/1916-0925.39962
- Grad, Kenneth. (2022). “Civil Law Alternatives in the Fight Against Hate Speech: The Case Study of the Marcus Hyman Act”. Canadian Jewish Studies Études Juives Canadiennes 33 (maio): 13–50. https://doi.org/10.25071/1916-0925.40263
- Gubbay Helfer, S. (2014). "Rome Among the Bishops: An Immigrant Jew Explores The Unknown Worlds of French Canada." Canadian Jewish Studies Études Juives Canadiennes, 20(1). https://doi.org/10.25071/1916-0925.36099
- Halpern, M. (2019). "The "Malestrom" at Christie Pits: Jewish Masculinity and the Toronto Riot of 1933." Canadian Jewish Studies Études Juives Canadiennes, 28(1). https://doi.org/10.25071/1916-0925.40141
- Museu do Holocausto de Montreal. (2018). Um Breve Histórico do Holocausto. Montreal, Québec.
- Bialystok, Franklin. (1997). "Neo-Nazis in Toronto: The Allan Gardens Riot". Canadian Jewish Studies / Études juives canadiennes, vol. 5. https://doi.org/10.25071/1916-0925.19810.
- Jones, Faith. (1998). Between Suspicion and Censure: Attitudes towards the Jewish Left in Postwar Vancouver. Canadian Jewish Studies / Études juives canadiennes, vol. 6. https://doi.org/10.25071/1916-0925.19832.
- Kenedy, Robert Aaron. (2017). The New Anti-Semitism and Diasporic Liminality: Jewish Identity from France to Montreal. Canadian Jewish Studies / Études juives canadiennes, vol. 25. https://doi.org/10.25071/1916-0925.40012.